# جین تونی
 جین تونی (انگلیسی: Gene Tunney؛ ‏ ۲۵ مهٔ ۱۸۹۷ – ۷ نوامبر ۱۹۷۸) یک مشت‌زن اهل ایالات متحده آمریکا بود.